# Krasnoouralsk
Krasnoouralsk (en russe : Красноуральск) est une ville de l'oblast de Sverdlovsk, en Russie. Sa population s'élevait à 24 274 habitants en 2013.

## Géographie
Krasnoouralsk est située sur le flanc oriental de l'Oural, à 172 km au nord de Iekaterinbourg et à 1 382 à l'est de Moscou.

## Histoire
La première colonisation du territoire de la ville actuelle remonte à 1832 et à la découverte de gisements d'or, qui s'avérèrent peu productifs. Au XIXe siècle, des gisements de cuivre furent découverts. Leur exploitation commença en 1925 par l'entreprise Bogomolstroï (en russe : Богомолстрой), qui devint Ouralmedstroï (Уралмедьстрой) en 1929.
Le village accéda au statut de commune urbaine en 1931, puis au statut de ville l'année suivante. Son nom actuel est formé à partir de Oural et de krasni, qui signifie « rouge » ; la référence à la couleur rouge est double : c'est la couleur du cuivre et elle a une signification idéologique.

## Population
Recensements (*) ou estimations de la population
| 1931   | 1939*  | 1959*  | 1970*  | 1979*  |
| ------ | ------ | ------ | ------ | ------ |
| 17 300 | 35 824 | 39 245 | 39 743 | 38 235 |

| 1989*  | 2002*  | 2010*  | 2012   | 2013   |
| ------ | ------ | ------ | ------ | ------ |
| 35 284 | 28 961 | 27 257 | 24 544 | 24 274 |

La densité est de 273 habitants./km².

## Transports
Krasnouralsk est un carrefour ferroviaire pour le transport de marchandises, vers Verkhniaïa Toura (gare Verkhniaïa), Kouchva (gare Goroblagodatskaïa) et Serov. Le nom de la gare de la ville est Med (Медь), qui signifie « cuivre » en russe.

## Personnalité
Le cosmonaute Vitali Sevastianov y est né en 1935.